# Otthon
Otthon egy hivatalosan be nem jegyzett közösség a kanadai Saskatchewan tartományban.
1898-ban megnyílt az Otthon postahivatal (1898 és 1899 között rövid ideig bezárt), majd 1968. december 31-ig volt nyitva ismét. Az Otthont 1894-ben alapította Christopher Rennie. Az első telepesek Kovács János, a Pennsylvaniai Magyar Református Egyház lelkészének vezetésével telepedtek le. A település vonzotta a Pennsylvaniában dolgozó magyar bányászokat, valamint a közvetlenül Magyarországról érkező bevándorlókat.

## Demográfiai adatok
A Kanadai Statisztikai Hivatal által végzett 2021-es népszámlálás során Otthon 33 lakása közül 26-ban éltek 56-an. Ez 23,3%-kal kevesebb a 2016-os 73 fős lakossághoz képest. A népsűrűség 0,27 km2 (0,10 sq mi) földterülettel, 207 fő volt 2021-ben.

## Fordítás
Ez a szócikk részben vagy egészben  az   Otthon című angol Wikipédia-szócikk ezen változatának fordításán alapul.  Az eredeti cikk szerkesztőit annak laptörténete sorolja fel. Ez a jelzés csupán a megfogalmazás eredetét és a szerzői jogokat jelzi, nem szolgál a cikkben szereplő információk forrásmegjelöléseként.